# Euphrasia pubigera
Euphrasia pubigera là loài thực vật có hoa thuộc họ Cỏ chổi. Loài này được Koidz. mô tả khoa học đầu tiên năm 1923.